# Средства массовой информации
Сре́дства ма́ссовой информа́ции (акрон. СМИ, в отличие от сре́дств ма́ссовой коммуника́ции, аббрев. СМК) — совокупность органов публичной передачи информации с помощью технических средств; до сих пор более употребительное в русском языке (по сравнению с термином «средства массовой коммуникации») обозначение средств повседневной практики сбора, обработки и распространения сообщений массовым аудиториям.

## Этимология
Понятие «средство массовой информации» пришло в русский язык в 70-х годах прошлого столетия, благодаря приказу Отдела пропаганды при ЦК КПСС. Этот термин является переводом французского термина moyens d'information de masse.
Термин «СМИ» означает однонаправленность информационных изданий («сверху вниз»). Выявление факта, что он санкционирует авторитарность их воздействия, как вещь само собой разумеющееся и не соответствует развитию электронных средств коммуникации, основным вектором которого является мгновенная обратная связь всех со всеми привело к его практическому исчезновению из французского языка.
Между терминами «средства массовой информации», «средства массовой пропаганды» и «средства массовой коммуникации» существует разница, что даёт им право на существование как раздельных понятий.

В сфере коммуникации все более модерируется то, что попадает в качестве новостей и, отчасти, аналитических материалов в СМИ. Когда мы говорим о позиции таблоидов, изначально ориентированных на массовый спрос и упрощение мира, это понятно. Удивляет эволюция серьёзной прессы, по определению аналитической, а не эмоциональной, усложняющая и анализирующая события, а не упрощающей их и обвиняющей бесконечных врагов. Элементы эмоциональной мотивации в материалах The New York Times, Financial Times, The Economist — это серьёзно. В этом симптомы того, что пропагандистские клише постепенно проникают в сознание высоколобых интеллектуалов… это вызывает ассоциации с периодом «Холодной» и Мировых войн. Упрощение противоположно усложнению, эволюции, и в этой связи мы можем говорить о тенденции к инволюции российских и зарубежных СМИ.

## История

### Европа
До изобретения письменности основную информацию и новости передавали ораторы, правительственные гонцы, глашатаи, герольды и другие. В больших городах это было неудобно и малоэффективно. В Древней Греции (после изобретения письменности) использовали каменные стелы и металлические таблички. С образованием государства основные новости записывали на покрытых гипсом досках, которые вывешивали на видных местах, на папирусных свитках и пергаменте.
В Древнем Риме для передачи информации использовали стены общественных зданий или специальные доски, на которых писали правительственные распоряжения, государственные новости, астрологические прогнозы, гадания и другое. После использования эти таблицы убирали в архив. При Гае Юлии Цезаре на досках сообщали о решениях сената, при императоре Августе впервые стали писать светскую хронику. Также ежедневно выходили рукописные издания, которые содержали сведения о жизни государства, общественных событиях, войнах, играх и тому подобное. В их число входил еженедельник «Записки о новых событиях» («Комментариус рерум новарум»).
В 1320 году в Германии была основана первая бумажная фабрика, которая позволяла быстро печатать большой объём информации. В ходе Столетней войны впервые появились агитационно-пропагандистские печатные издания. Во второй половине XV века по всей Европе открывались типографии, которые значительно способствовали массовому распространению информации: в Италии (1465 год), Швейцарии (1468 год), Франции (1470 год), Бельгии, Венгрии и Польше (1473 год), Чехии и Англии (1482 г), Австрии и Дании (1482 год), Швеции (1483 год). В начале XVI века для оперативной передачи новостей в крупных городах открывали информационные бюро.
Первыми газетами, которые выходили в Европе, были: «Nieuwe Tijdingen» (1605 год, Антверпен), «Relation Adler» (1609 год, Страсбург) и «Aviso-Relation oder Zeitung» (1609 год, Аутсбург). В 1631 году в Париже вышла первая еженедельная газета — «Gazette», а первая ежедневная — в 1702 году в Лондоне «Daily Courant».

### Россия
Первыми письменными документами на Руси были летописи. Светская публицистика начала развиваться на рубеже ХV—ХVI вв. при Иване III. При Иване Грозном печатные издания активно использовали против мятежных бояр. Борис Годунов и патриарх Иов также поддерживали книгопечатное дело. Вся печатная продукция была государственной монополией, и выпускалась на московском Печатном дворе. Только в 1678—1783 годы работала Верхняя типография в Кремле — для издания литературных трудов Симеона Полоцкого.
Между первой печатной книгой и первой газетой года выходили рукописные газеты (с 1631 года) — «Вестовые письма», или «Куранты». Они представляли собой выписки из иностранных газет в русском переводе (новости о сражениях, приёмах делегаций и др.). Информацию выписывали на узкие длинные листы бумаги — «столбцы», которые подклеивали в один свиток. Такие газеты выходили по два-три экземпляра периодичностью два—четыре раза в месяц. «Куранты» зачитывали царю и его ближайшему окружению, и убирали в Приказ тайных дел (были секретными документами).
Первые газеты появились на рубеже ХVII—XVIII веков. 15 декабря 1702 года Пётр I подписал указ о печатании «Ведомостей о военных и иных делах, достойных знания и памяти, случившихся в Московском государстве и в иных окрестных странах», а на следующий день — о выпуске газет «для извещения оными о заграничных и внутренних происшествиях». В январе 1755 года Академия Наук выпустила первый в России журнал — «Ежемесячные сочинения, к пользе и увеселению служащие». Первые частные печатные издания начали выпускать в конце 1750 годов.
Большое развитие отечественная публицистика получила при Екатерине II. В период её правления вышло много сатиристических журналов, которые затрагивали острые социальные темы. В 1769 году выходили «Всякая всячина», «И то и сё», «Ни то ни сё в прозе и стихах», «Полезное с приятным», «Поденьщина», «Смесь», «Трутень», «Адская почта» и другие.

### США
Первая газета в Америке называлась «Общественные события как иностранные, так и местные» (Publick Occurrences Both Forreign and Domestick). Она была основана в Бостоне 25 сентября 1690 года книготорговцем Бенджамином Харрисом. Первый выпуск описывал проблемы коренного населения Америки, что очень не понравилось колониальным властям, поэтому газету закрыли. Следующая носила наименование «Бостонский вестник». Её основал почтмейстер Джон Кемпбелл в 1704 году. Позднее, в 1719 году в Филадельфии выпустили «Американский еженедельный вестник» («The American Weekly Mercury»), в 1721 году в Бостоне — «The New-England Courant», в 1728 году «The Pennsylvania Gazette». Первые журналы появились в 1741 году: «The American Magazine» Эндрю Бредфорда, «The General (magazine)» Бенджамина Франклина.
Во время Американской революции с помощью газет в народе поддерживали дух свободы и побуждали к военным действиям. В эти годы выходила «The Independent Advertiser». После окончания войны, в 1787 году была принята Конституция молодой республики. В 1791 году поправкой к Основному закону была гарантирована свобода журналистики: «Конгресс не примет никакого закона, ограничивающего свободу слова или прессы». В конце XVIII века в США выходило 17 ежедневных газет и 200 изданий разной периодичности. При этом любой человек мог открыть собственное печатное издание — ему нужен был ручной печатный станок, бумага и немного денег.
Во время Американской революции с помощью газет в народе поддерживали дух свободы и побуждали к военным действиям. В эти годы выходила «The Independent Advertiser». После окончания войны, в 1787 году была принята Конституция молодой республики. В 1791 году поправкой к Основному закону была гарантирована свобода журналистики: «Конгресс не примет никакого закона, ограничивающего свободу слова или прессы». В конце XVIII века в США выходило 17 ежедневных газет и 200 изданий разной периодичности. При этом любой человек мог открыть собственное печатное издание — ему нужен был ручной печатный станок, бумага и немного денег.

## Типология
«СМИ» (СМК) можно разделить на типы по ряду признаков.

### Регион распространения
Совокупность «средств массовой информации» классифицируется по данному признаку вертикально, согласно тому, каково административно-территориальное устройство конкретного государства, причём основным показателем является территория, обслуживаемая конкретным СМК, а не место его выхода в свет. Соответственно, выделяется ряд подклассов:
- транснациональные СМК (то есть такие, которые регулярно обслуживают информационные потребности людей в международном масштабе, на территории нескольких государств);
- национальные СМК (те, которые работают одновременно на всей территории страны или большей её части);
- региональные СМК (такие, в зону обслуживания, которых входит или отдельная административная единица государства, или исторически сложившаяся часть страны, для которой характерны те или иные особенности — например, Урал или Дальний Восток применительно к Российской Федерации);
- местные СМК (то есть районные, городские, корпоративные, организационные и им подобные).

Для печатных и (в меньшей степени) аудиовизуальных «СМИ» (СМК) характерна тенденция, в соответствии с которой аудитория предпочитает региональные средства массовой информации всем прочим. Главным образом это связано с тем, что местная редакция имеет возможность более полно учитывать запросы населения и устанавливать более демократичную ценовую политику.

### Учредитель
Российское законодательство, к примеру, позволяет становиться учредителями средств массовой информации как физическим, так и юридическим лицам, с довольно малым диапазоном ограничений. Порядок учреждения «СМИ» (СМК) в РФ — регистрационный; в отличие от более строгого разрешительного, при таком порядке правительственные органы подтверждают заявку на создание СМК и ставят его на учёт. Аудиовизуальным «СМИ» (СМК), использующим определённые диапазоны радиочастотного спектра, необходима также лицензия на вещание.

### Аудитория
СМК подразделяются на общие и специализированные — в последнем случае они сфокусированы на конкретной тематике и, соответственно, ориентированы не на всю аудиторию в целом, а на её часть. Чёткость определения целевой аудитории в целях предпринимательской деятельности бизнеса обеспечивает средствам массовой коммуникации определённую устойчивость, однако снижает масштабы спроса на их продукцию. Согласно социологическим исследованиям, журналисты не всегда имеют адекватное представление об аудитории, для которой предназначаются их публикации, в результате чего материалы усредняются и обезличиваются, а СМК становятся всё более похожи.

### Легальность
С позиции того, каковы отношения между средством массовой коммуникации и действующим законодательством, выделяют легальные СМК (то есть те, которые разрешены законом, прошли регистрацию и имеют допуск к издательской или вещательной деятельности), квазилегальные (такие, которые не запрещены законом, но одновременно и не разрешены им) и нелегальные (соответственно, те, которые запрещены законом). Причиной для перевода средства массовой информации в разряд нелегальных (путём аннулирования регистрационных свидетельств, лицензий на вещание и т. д.) может служить, к примеру, злоупотребление свободой массовой информации в той или иной форме. В некоторых случаях СМК не нуждаются в регистрации — например, если это периодическое издание тиражом менее одной тысячи экземпляров.

### Качественность
Первостепенное внимание к качеству работы средств массовой коммуникации более характерно для западной теории СМК (в странах Запада и многих других) определяются рядом факторов — спецификой стиля и оформления, проблематики и аудитории, тиражирования и распространения. «Качественные» СМК характеризуются в этой связи проверкой излагаемых фактов на надёжность, аналитичностью высказываемых мнений, стремлением к взвешенности и спокойствию в оценках и тоне публикаций. Массовые СМК ориентированы преимущественно на развлекательную функцию сообщений, предпочитая материалы сенсационного характера и уделяя много внимания изобразительно-выразительным средствам. Под показателем «качества» подразумевается не степень профессионального мастерства сама по себе: в случае массовой прессы стандарты также могут быть довольно высокими, хотя и не такими, как в качественных СМК. Для российской журналистики, как зачастую и для журналистики в других странах, характерен смешанный тип воздействия, когда в рамках одного издания присутствует специфика, свойственная как качественным, так и популярным СМК.

### Издательские характеристики
Ключевым в данном случае является комплекс данных о периодичности, распространённости, тираже СМК, его формате и объёме; соответствующие показатели влияют, к примеру, на требования к оперативности информации. По отношению к периодичности можно различать издания ежедневные, еженедельные, ежемесячные, ежеквартальные и т. д.

## Система СМК
Все конкретные разновидности средств массовой информации, которые были перечислены выше, в своей совокупности образуют единую систему СМК. Структурно эта система распадается на три базовые группы:
- Печатная пресса (газеты, журналы…)
- Аудиовизуальные СМК (радио, телевидение…)
- Информационные службы (новостные агентства, пресс-службы…)

Выделяется также вопрос о роли и статусе Интернета. В настоящее время, Интернет не относят к СМК, но существуют различные мнения на этот счёт: иногда журналистика в киберпространстве характеризуется как соответствующая признакам СМК, иногда — как несоответствующая. Исследователи обращают внимание на ряд факторов, в том числе на отсутствие законодательного отнесения Интернета к «средствам массовой информации», а также консервативность сетевых версий СМК: характер взаимодействия читателя со средством массовой коммуникации как таковой не меняется — просто совершенствуется способ доступа к нему. В результате Интернет обычно рассматривается в российских исследованиях, ориентированных на сохранение в РФ сложившейся системы массового духовного воздействия, не как особое СМК со своей уникальной природой, а как разновидность уже сформированной информационной среды, которую в плане её воспроизводства должен использовать каждый, в том числе редакции средств массовой коммуникации.

### Интернет-СМК
С появлением и распространением Интернета он стал сам по себе во многом использоваться как средство массовой коммуникации, и в его рамках стали действовать традиционные средства массовой коммуникации, появились интернет-СМК. Они быстро завоевали популярность, хотя их аудитория пока гораздо меньше, чем «традиционных» (как их стали называть) СМК. Почти все СМК имеют сайты в Интернете, на многих из них публикуется регулярно обновляемая информация: как правило, это интернет-версии тех же материалов, иногда они выходят с задержкой, иногда к материалам и/или архивам доступ является платным. Быстро развивается интернет-радио и интернет-телевидение.
В октябре 2017 года, по данным опроса ВЦИОМ, 16 % опрошенных совершеннолетних россиян ежедневно читают газеты и журналы в интернете (онлайн издания, электронные версии печатных газет), ещё 20 % читают несколько раз в неделю. Доля опрошенных, предпочитающих электронные версии статей, выросла до 47 %.
Основные доходы интернет-СМК обычно получают от рекламы, хотя могут финансироваться как вещательный орган той или иной организации. Вопрос о правовом отличии интернет-СМК от СМК является предметом многочисленных обсуждений и судебных исков во многих странах (см., например: дело Терентьева).
Благодаря развитию интернет-СМК, количество людей, предпочитающих бумажную прессу, с каждым годом сокращается. Опросы общественного мнения в 2009 г. показали, что только 19 % жителей США в возрасте от 18 до 35 лет просматривают бумажную прессу. Средний возраст читателей бумажных газет в США 55 лет. Общий тираж выпускаемых в США ежедневных газет с 1989 по 2009 годы сократился с 62 млн до 49 млн экземпляров.

## Современные тенденции: Интернет, медиаконвергенция и «новые медиа»
Через 30 лет, возможно, понятие «СМИ» перестанет существовать. Уже сейчас мы пользуемся термином «медиа» — он шире. Социальные сети, электронные СМИ останутся источниками информации, а аналитика сосредоточится в бумажных газетах и журналах. В печатной прессе будущее за специализированными газетами и журналами. Я. Н. Засурский, президент факультета журналистики МГУ.
С развитием Интернета начался новый этап в развитии средств массовой информации, который называют процессом конвергенции СМИ или медиаконвергенцией. Вначале традиционные СМИ (газеты, журналы, телеканалы, радиостанции) просто создавали свои интернет-версии. При этом также появлялись и интернет-СМИ, не имеющие печатного или вещательного аналога. Затем сайты СМИ стали превращаться в мультимедийные ресурсы: стало возможно не только прочитать статью печатной версии на сайте газеты, но и получить другие текстовые и аудиовизуальные материалы (в частности, скачать подкасты, которые можно слушать в любом месте и в любое время); не только посмотреть новости через интернет-версию телеканала, но и там же прочитать дополнительную информацию. Все большее значение получал «пользовательский контент» — фото- и видеоматериалы, которые присылают читатели и зрители, результаты интернет-голосований, опросов; а также комментарии аудитории к статьям. Появились даже компании (Jukin Media, Storyful), которые занимаются верификацией и лицензированием видеоматериалов пользователей для перепродажи их ведущим мировым СМИ.
Развитие социальных сетей привело к тому, что СМИ начали создавать свои странички в соцсетях. СМИ также стали создавать приложения для смартфонов, которые позволяют загружать контент для оффлайнового чтения/просмотра/прослушивания, позволяют расположить материалы СМИ в соответствии с интересами пользователя. Пользователи таких приложений также могут обмениваться контентом, используя электронную почту, Facebook, Twitter.
Благодаря социальным сетям, пользователь часто попадает на сайт того или иного издания через перепосты «френдов», а знакомство с журналистским материалом часто предваряется чтением комментария «френда». При этом такой распространитель-«френд» становится для своей группы своего рода брендом, гарантирующим важные для группы качества текста, а бренд самого СМИ уже не так важен. Также крайне значимыми стали новостные агрегаторы — люди заходят, например, на сайт «Дзен», обращают внимание на «топ новостей», выбирают больше всего интересующую их тему и затем по ссылкам читают сообщения СМИ по этой теме.
Благодаря блогам и социальным сетям, одиночки-энтузиасты за считанные дни и часы теперь могут превратиться в полный аналог редакции традиционного СМИ. Грань между деятельностью блогера и журналиста стирается.
С другой стороны, обилие информации в социальных сетях улучшило репутацию традиционных СМИ. Во-первых журналист и редактор «нарезают» информацию на порции, готовые к конечному потреблению, тогда как новостная лента социальных сетей бесконечна. Во-вторых, социальные сети выдают информацию не по тематическим рубрикам, а по значимости, тогда как структура разделов, поддерживаемая в любом СМИ, создает полную картину дня. В третьих, в СМИ информация до публикации «фильтруется», то есть имеется редакционный отбор и редакционная политика.

## Мейнстримные и альтернативные СМИ
Термином «мейнстрим» обозначаются крупные новостные агентства, телеканалы, радиостанции. Они отражают точку зрения контролирующих их государств и корпораций на текущие события. Также существуют альтернативные медиа — совокупность информационных ресурсов, которые имеют редакционную политику и повестку дня, отличающиеся от мейнстримных СМИ. Альтернативные медиа стали активно появляться в США в 1980-х — 1990-х годах в форме журналов на недорогой бумаге, как правило занимавших крайне левые политические позиции. Развитие Интернета способствовало развитию различных альтернативных медиа.

## Влияние на общество
Средства массовой информации оказывают огромное воздействие на современное общество. Считается, что средства массовой информации формируют медиакультуру, оказывая поведенческое и интеллектуальное влияние на культуру отдельно взятых людей.
При этом если СМИ контролируются государством, то часто используются различные виды манипуляции массовым сознанием в интересах властей. В своем последнем слове на Нюрнбергском процессе А. Шпеер сказал, что с помощью таких технических средств, как радио и громкоговоритель, «у восьмидесяти миллионов людей было отнято самостоятельное мышление».
В настоящее время обсуждение в Интернете (в социальных сетях и блогах) наболевших социальных проблем или чрезвычайных событий заставляет традиционные СМИ прислушиваться к ним и передавать эти сообщения по своим каналам. Например, египетский топ-менеджер Google В. Гоним в связи с революционными событиями в Египте 2011 года на вопрос «В какой стране вслед за Египтом начнется следующая революция?», ответил, что «надо спросить Facebook».
СМИ часто способствуют возникновению и распространении разного рода страхов и тревог в обществе. Для них характерен интерес к катастрофам, преступлениям и т.п. Уже сами заголовки новостей, призванные привлечь внимание к материалу своим драматизмом,  могут вызывать страх и тревогу. Как пишет Ярослав Шимов:

...новости — это то, что привлекает внимание, возвышаясь над уровнем обыденности, и вряд ли журналисты виноваты в том, что большинство таких «вершин» представляет собой явления катастрофические или по крайней мере тревожные. Главная особенность информационного ремесла, однако, заключается в том, что, исключая из сферы своего внимания обыденность (из которой жизнь большинства людей состоит процентов на 90, а то и более), СМИ волей-неволей навязывают аудитории представление о том, что обыденности как бы не существует вовсе. Именно из-за частых противоречий между тем, что мы видим каждый день вокруг себя, и тем, что пишут газеты и показывает телевидение, возникает ощущение, что масс-медиа «нагнетают страсти» и «очерняют действительность».

## СМИ в разных странах

### Россия
Закон РФ от 27 декабря 1991 г. № 2124-1 «О средствах массовой информации») трактует «СМИ» (СМК) как периодические печатные издания, радио-, теле- и видеопрограммы[неизвестный термин], кинохроникальные программы, иные формы распространения массовой информации. Под массовой информацией законодатель понимает «предназначенные для неограниченного круга лиц печатные, аудио-, аудиовизуальные и иные сообщения и материалы».
Согласно российским источникам[каким?], СМК имеют следующие признаки:
- массовость (применительно к законодательству Российской Федерации, 1000 и более экземпляров для газет, журналов и рассылок);
- периодичность, которая не должна быть меньше одного раза в год;
- принудительность: один источник сигнала (вещатель, редакция) — много слушателей.

Согласно Закону РФ «О средствах массовой информации», «СМИ» (СМК) — это совокупность таких субъектов массовой коммуникации, как периодическое печатное издание (газета, журнал, альманах, бюллетень, иное издание, имеющее постоянное название, текущий номер и выходящее в свет не реже одного раза в год), радио-/теле-/видеопрограмма, кинохроникальная программа, иная форма периодического распространения массовой информации.
К «СМИ» (СМК) в России не относятся: стенгазеты, малотиражные издания, библиотеки.
Телевидение представляют 23 общероссийских телеканала, около 117 спутниковых и кабельных телеканалов, 15 телеканалов, вещающих за пределы России, около 180 региональных телеканалов и около 30 каналов малых городов и сёл. Общее количество телеканалов примерно 330.
Печатные издания — самый распространённый вид СМИ в РФ. К началу 2009 года в Российской федерации было зарегистрировано 27 425 газет и еженедельников; также зарегистрировано 20 433 журнала, 787 альманахов, 1297 сборников, 1519 бюллетеней и 214 изданий на магнитных носителях. Всего к началу 2009 года зарегистрировано 51 725[уточнить] печатных СМК. Совокупная аудитория национальных ежедневных газет по данным 2008 года составила 6522,2 тыс. человек, а общенациональных еженедельных газет общего и делового содержания — 14 019,2 тыс. человек, что, соответственно, составляет 11,3 % и 24,2 % городского населения.
Общая аудитория журналов составила к концу 2008 года 36,2 миллиона человек. Данные ВЦИОМ и ФОМ позволяют сделать вывод, что время от времени журналы в РФ читают до 62 % населения. Наибольшей популярностью пользуются кино- и телегиды (28,5 %), женские и модные издания (28,1 %).
Конституция РФ устанавливает определённые ограничения свободы информации. Законный способ поиска, получения, передачи, производства и распространения информации (в том числе массовой) предполагает недопустимость разглашения сведений, составляющих государственную или иную специально охраняемую законом тайну.
Российские печатные СМИ отличаются тем, что они независимы не столько юридически, сколько в социальном плане (от читателей): издания практически полностью не реагируют на письма читателей, не поддерживают «обратной связи» с ними, не изучают оценку читателями своей деятельности, не стремятся удовлетворить читательские информационные потребности, предлагая лишь своё видение печатных
полос и сюжетов, излагаемых в публикациях журналистов.

### Казахстан
По данным Министерства культуры и информации Республики Казахстан на конец первого квартала 2006 года в республике регулярно выпускается 2243 периодических печатных издания, из них 1593 газет и 650 журналов. Половину всех печатных изданий составляют информационные СМК, доля общественно-политических колеблется в пределах 16 %, научных — 9 %, рекламных — 10,5 %, детских, молодёжных, женских и религиозных не превышает в совокупности 4 %. В 2012 году действует 2514 газет и журналов, 238 электронных СМК, из них около 100 телевизионных каналов и радиостанций, 7893 интернет-сайтов.
В 1992 году выходило 735 новых газет и журналов, в том числе на казахском языке 260, на русском — 395, уйгурском — 4, узбекском — 5, немецком — 2, корейском — 21. В 2007 году, по данным Министерства культуры и информации, в Казахстане 7281 изданий СМК. Из них негосударственных — 78 %, государственных — 22 %. Электронных СМК — 212. Печатные СМК составляют 50 % от их общего числа. Из них общественно-политических — 16 %, научных — 9 %, рекламных — 10,5 %, детских, молодёжных, женских и религиозных — по 2 % каждого. Электронные СМК — 212 телеканалов. Аудитория телеканала «Хабар» — 95,70 %, «Казахстан» — 96,25 %, «Ел арна» — 75,50 %, «Первый канал-Евразия» — 78,60 %, Казахское радио — 86,99 %.
Спутниковый канал CaspioNet осуществляет вещание на территории стран Центральной Азии, Среднего Востока, Европы и Северной Африки. Появилось кабельное и эфирно-кабельное ТВ. Это 80 операторов, «Алма-ТВ» (вещает в 13 городах страны), «Казинформтелеком»; «Секател»; «Казцентр-ТВ» (по 5 городов); «КВК» (4 города).
В инфокоммуникационном пространстве функционируют 2392 иностранных СМК: 2309 газет и журналов и 83 телерадиопрограммы. До 1000 каналов систем спутникового телевидения; 80 представителей зарубежных средств массовой информации. Из зарубежных СМК: на русском языке — 90 %, на английском — 5 %, на других языках мира — 5 %.

### Белоруссия
Согласно законодательству Республики Беларусь, средство массовой информации — это форма периодического распространения массовой информации с использованием печати, вещания теле- или радиопрограммы, глобальной компьютерной сети Интернет.
В РБ, по данным Министерства информации, на 1 июня 2010 года издаются 1301 печатных периодических изданий, в том числе 655 газет, 600 журналов, 36 бюллетеней, 9 каталогов, 1 альманах. Почти 70 % всех зарегистрированных изданий являются негосударственными. Пресса издаётся на белорусском, русском, немецком, английском, украинском, польском и других европейских языках. Самым тиражным периодическим изданием является газета «Советская Белоруссия», выходит 5 раз в неделю. Тираж 400,6 тыс. экз. (декабрь 2013 г.) Общий разовый тираж газеты «Вечерний Минск» составил 107 тыс. экз., «Звязда» — 22,4 тыс. экз. (декабрь 2013 г.), газеты «Рэспубліка» — 49,4 тыс. экз., «Белорусской нивы» — 25 тыс. экз., «Народнай газеты» — 30 тыс. экз., «7 дней» — 37,1 тыс. экз., «Знамя юности» — 25,7 тыс.экз.
Общий разовый тираж государственной местной печати (136 областных, городских, районных и объединённых газет) составляет 869,4 тыс. экз., в том числе по областям: Брестская — 163,1, Витебская — 175,3, Гомельская — 141,1, Гродненская — 108,7, Минская — 160, Могилёвская — 121,2 тыс. экз.
В Беларуси существует также 9 информационных агентств, 59 программ телевещания и 156 программ радиовещания.
Две трети из общего числа печатных периодических изданий, телерадиокомпаний и информационных агентств имеют негосударственную форму собственности.

### США
СМК США отличаются высокой степенью монополизации. К концу двадцатого века в стране почти полностью доминировали 11 источников распространения новостей: три телевизионные сети (АВС, CBS, NBC), три популярных журнала («Тайм», «Ньюсуик», «Ю. С. Ньюс энд уорлд рипорт»), три газеты («Нью-Йорк Таймс», «Вашингтон Пост» «Уолл-стрит-джорнел»), два информационных агентств («Ассошиэйтед Пресс» и «Юнайтед Пресс Интернейшнл»).
Во время Первой мировой войны Конгресс США принял Закон о шпионской деятельности (1917) и Закон о подстрекательстве к бунту (1918). Эти законы объявляли незаконной публикацию каких-либо материалов, критикующих политику правительства США или поддерживающих его противников. Сейчас так контролируется освещение военных операций за рубежом.
В последнее десятилетие газеты читают лишь 35 % опрошенных. В США (как и в ряде других стран) можно встретить газеты объёмом почти в 100 страниц (для сравнения: российские газеты невелики по объёму, в них максимум 32 страницы).
В 2008 году Интернет стал в США более важным источником повседневной информации, чем ежедневные газеты: около 40 % опрошенных сообщили, что для ознакомления с новостями они используют интернет-источники, такие как электронные версии обычных газет или специализированные сайты новостей. Общий тираж выпускаемых в США газет с 1989 по 2009 годы сократился с 62 млн до 49 млн экземпляров в день. Это, а также начавшийся осенью 2008 г. мировой финансовый кризис, вынудило многие газеты ускоренно перейти на онлайн версию.
Телевидение остаётся самым популярным источником новостей: около 70 % опрошенных сообщили, что следят за новостями посредством телевидения.
Информационное агентство ЮСИА (USIA) с 1953 года действует как независимая организация в рамках исполнительной власти для проведения публичной дипломатии в поддержку внешней политики США.
Система государственного зарубежного вещания США объединяет пять информационных агентств, подотчётных Совету[уточнить]. Два из них, The Voice of America и The Office of Cuba Broadcasting (Radio and TV Marti), имеют статус федеральных программ, а Radio Free Europe/Radio Liberty и Radio Free Asia действуют как частные некоммерческие организации. Штат этих служб более 3,3 тыс. человек.